# FC Dallas
FC Dallas is een professionele voetbalclub uit de Amerikaanse stad Dallas, die uitkomt in de Major League Soccer. FC Dallas werd op 6 juni 1995 opgericht onder de naam Dallas Burn. In 2004 veranderde de club haar naam naar de huidige, omdat men vond dat FC Dallas een betere naam voor een voetbalclub is. De huidige voorzitter van de club is Michael Hitchcock en de clubkleuren zijn rood, wit en blauw. De enige nationale prijs van de club dateert uit 1997, toen de club de nationale beker won. De prestaties van FC Dallas zijn in het reguliere seizoen over het algemeen redelijk tot goed, maar in de play-offs komt het team zelden door de eerste ronde.

## Geschiedenis
De club werd in 1995 opgericht als Dallas Burn om in 1996 mee te doen aan de eerste editie van de Major League Soccer (MLS). De club was dan ook eigendom van de pas opgerichte competitie. Dave Dir werd trainer van het eerste elftal en de belangrijkste spelers van de nieuwe club waren Leonel Álvarez, Mark Dodd, Jason Kreis (recordhouder met 247 wedstrijden, 91 goals en 57 assists), Hugo Sánchez en Diego Soñora.

### Overig voetbal in Dallas
Na het Wereldkampioenschap voetbal 1966 werden twee professionele voetbalcompetities opgericht in de Verenigde Staten, die in 1967 werden samengevoegd tot de North American Soccer League (NASL). In die competitie, die in 1984 stopte, was Dallas Tornados de eerste club uit Dallas. De Dallas Tornados werden in 1971 landskampioen, na twee overwinningen tegen de Atlanta Chiefs.
In 1984 startte een nieuwe competitie: de Major Indoor Soccer League. Dallas Sidekicks was de nieuwe zaalvoetbalclub. De Dallas Sidekicks werden in de seizoenen 1986 en 1987 kampioen en toen de competitie in 1993 van naam veranderde in CISL en in 1998 in WISL, bleef de club bestaan. In het eerste jaar van de CISL werd de club kampioen en in 1998 won de club de Premier Soccer Alliance, de voorloper van de WISL, die in 2001 gewonnen werd. In 2004 werd de club, samen met de competitie, opgeheven.
In 1994 werd het Wereldkampioenschap voetbal gehouden in de Verenigde Staten. In de Cotton Bowl werden zes wedstrijden gehouden, waaronder de kwartfinale tussen Nederland en Brazilië (2-3).

### Het eerste jaar
De eerste wedstrijd van Dallas Burn werd gespeeld op 14 april 1996. De club speelde toen thuis, in de Cotton Bowl, tegen de San Jose Clash (nu: San Jose Earthquakes). Naar de wedstrijd, die eindigde in 0-0, keken 27.779 mensen. In de tweede wedstrijd van Dallas Burn, vier dagen later thuis tegen de Kansas City Wizards, scoorde de ploeg voor de eerste keer en werd er direct met 3-0 gewonnen. Dat seizoen werd de club tweede in de Western Conference achter Los Angeles Galaxy en eindigde in de kwartfinales (1e ronde) van de play-offs. Bovendien reikte Dallas Burn in de Open Cup tot de halve finales.

### Winst Open Cup 1997
Een jaar later, in 1997, werd Dallas Burn derde in de Western Conference. In de Open Cup ging het een stuk beter. Dallas Burn mocht, zoals alle MLS-teams, instromen in de derde ronde van het toernooi. Daarin versloeg het de New Orleans Riverboat Gamblers (nu: New Orleans Storm) met 3-0. In de kwartfinale moest Dallas Burn tegen de Chicago Stingers (nu: Chicago Sockers) en won daar met 4-1 van. Op 2 september 1997 speelde Dallas Burn de halve finale tegen de MetroStars. Voor 1201 toeschouwers eindigde de wedstrijd na 90 minuten in 1-1. In de verlenging maakte Jorge Flores het winnende doelpunt. In de finale trad Dallas Burn aan tegen DC United. Het bleef 0-0 en na strafschoppen (5-3) won Dallas Burn de Open Cup.

### 1998-2000
De overige jaren dat de club onder leiding stond van Dave Dir presteerde de club niet enorm goed. Op 4 juni 1998 verloor het zelfs met 1-8 van Los Angeles Galaxy, het zwaarste verlies in de clubgeschiedenis. In datzelfde seizoen werd de club vierde in de Western Conference, waardoor de club voor de derde keer mee mocht doen aan de play-offs om het kampioenschap. In de kwartfinales moest Dallas Burn aantreden tegen Los Angeles Galaxy, maar Dallas verloor uit met 6-1 en thuis met 2-3.
In 1999 werd Dallas Burn tweede in de Western Conference en speelde het in de kwartfinales van de play-offs tegen Chicago Fire. De eerste wedstrijd werd thuis gewonnen met 2-1 en de tweede wedstrijd werd uit met 4-0 verloren. De laatste en beslissende wedstrijd, thuis in de Cotton Bowl, werd met 3-2 gewonnen, nadat Dallas al na vijf minuten met 2-0 achterstond. In de halve finales was Los Angeles Galaxy wederom te sterk, al was het nu over drie wedstrijden (2-1 verlies, 2-2 (4-3 na strafschoppen) en 3-1). Dat seizoen werd Jason Kreis gedeeld topscorer van de MLS met 18 doelpunten, hij was bovendien de meest waardevolle speler en hij won de MLS Scoring Champion Award. In de derde ronde van de Open Cup versloeg het de Jacksonville Cyclones, maar in de kwartfinale waren de Rochester Rhinos na verlenging met 2-1 te sterk.
In 2000 veranderde de opzet van de MLS. De competitie werd opgedeeld in drie competities en Dallas Burn zat in 2000 en 2001 in de Central Division. Dallas werd daarin derde en in de kwartfinales van de play-offs verloor het twee keer van de MetroStars (uit 1-1 (2-1 na verlenging) en thuis 1-2) en was het uitgeschakeld voor het kampioenschap. In de Open Cup versloeg Dallas Burn in de tweede ronde Tennessee Rhythm (nu: Nashville Metros) met 3-0. In de derde ronde trof Dallas Burn Minnesota Thunder en daar werd met 2-0 van gewonnen, in de kwartfinales verloor Dallas Burn met 5-1 van Chicago Fire.

### De Mike Jeffries-periode
In 2001 nam Mike Jeffries het roer over en verving hij Dave Dir, die na zijn ontslag ging werken voor de ESPN en Fox Sports Net. In die periode ging het niet voor de wind met Dallas Burn, de club werd achtereenvolgens derde (2001, Central Division), derde (2002, Western Conference) en vijfde (2003, Western Conference). Die laatste prestatie betekende dat Dallas Burn zich dat seizoen voor het eerst niet kwalificeerde voor de play-offs. Vlak voor het einde van dat seizoen, op 7 november, werd Jeffries ontslagen en vervangen door Colin Clarke.
In 2002 wist Dallas Burn nog wel door te dringen tot de halve finales van de Open Cup, daarin werd echter met 4-1 verloren van Los Angeles Galaxy. Daarvoor versloeg Dallas Burn achtereenvolgens de Atlanta Silverbacks (2-1 na verlenging) en de Colorado Rapids (1-0).

### De Colin Clarke-periode

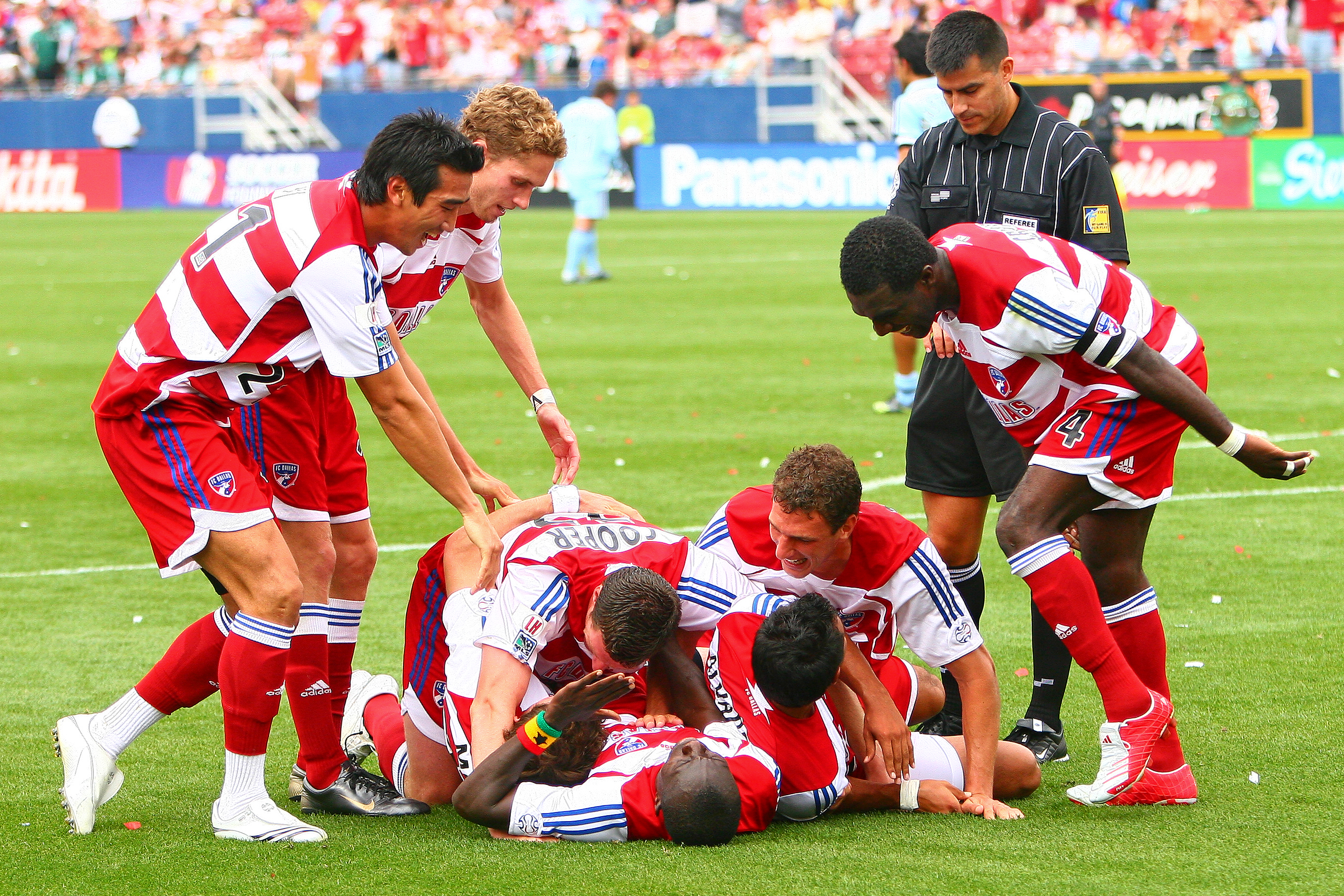
FC Dallas viert de goal van Dominic Oduro tegen de Colorado Rapids.

Na het ontslag van Mike Jeffries aan het eind van het seizoen 2003, nam de club Colin Clarke aan als interim-coach. Voor het seizoen 2004 werd Clarke als hoofdcoach aangesteld.
In 2004 ging het niet veel beter dan in 2003, de club werd wederom vijfde in de Western Conference, waardoor het weer niet mee mocht doen aan de play-offs. In de Open Cup reikte de club niet verder dan de kwartfinales.
Het seizoen daarna, in 2005, ging het een stuk beter met FC Dallas, de club werd tweede in de Western Conference. In de kwartfinale van de play-offs verloor het na penalty's (5-4) van de Colorado Rapids (0-0, 2-2). Dat jaar kwam de club wel ver in de Open Cup. Na de Wilmington Hammerheads (3-2), Columbus Crew (1-3), DC United (1-1, 4-1 na strafschoppen) en Chicago Fire (1-0) verloor FC Dallas met 1-0 van Los Angeles Galaxy.
In augustus 2005 verhuisde de club van de Cotton Bowl naar het Pizza Hut Park. Om deze verhuizing naar een soccer specific stadium te vieren, veranderde de club haar naam naar een meer bij voetbal passende naam: FC Dallas.
In 2006 werd FC Dallas eerste in de Western Conference en kwam het 4 punten tekort voor de MLS Supporters' Shield, de trofee voor de beste club van het reguliere seizoen. In de play-offs verloor de club alweer na penalty's in de kwartfinales van de Colorado Rapids. Na de uitschakeling ging keeper Darío Sala door het lint en sloeg hij een speler van de Rapids neer. Daarop kreeg Sala een karatetrap van Rapids-speler Mike Petke te verwerken. In de Open Cup kwam de club niet verder dan de kwartfinales.
Op 7 november, precies elf dagen na de uitschakeling in de play-offs, werd Clarke ontslagen en opgevolgd door zijn assistent Steve Morrow. Morrow was eerst interim-trainer, maar op 11 december werd hij benoemd tot hoofdtrainer.

### Steve Morrow
In het seizoen 2007 werd Steve Morrow hoofdcoach van FC Dallas. Morrow wilde het team versterken met Edgar Davids, maar uiteindelijk ging de transfer van Tottenham Hotspur niet door vanwege de salariseisen van Davids. FC Dallas kon Davids een contract aanbieden dat hem $600.000 per jaar zou opleveren, maar Davids eiste ongeveer het drievoudige. Halverwege het seizoen kocht Morrow Denilson van Al-Nassr, maar aan het eind van het seizoen mocht hij alweer vertrekken: de optie in zijn contract werd niet gelicht. Voor de club bleek hij zijn dure contract niet waard te zijn. Wanneer Denílson echter bereid was om een bepaald gedeelte van zijn salaris in te leveren, bestond de mogelijkheid dat hij toch nóg een seizoen voor FC Dallas zou spelen. Uiteindelijk vertrok Denílson naar SE Palmeiras, waar hij een contract tekende voor een half jaar.
FC Dallas begon het seizoen redelijk en stond het ook een tijd bovenaan in de Western Conference. Uiteindelijk eindigt de ploeg als derde in de Western Conference, maar verliest het in de kwartfinale in de extra tijd van de play-offs van Houston Dynamo. In de Open Cup verliest het pas in de finale. New England Revolution is op 2 oktober 2007 met 2-3 te sterk.

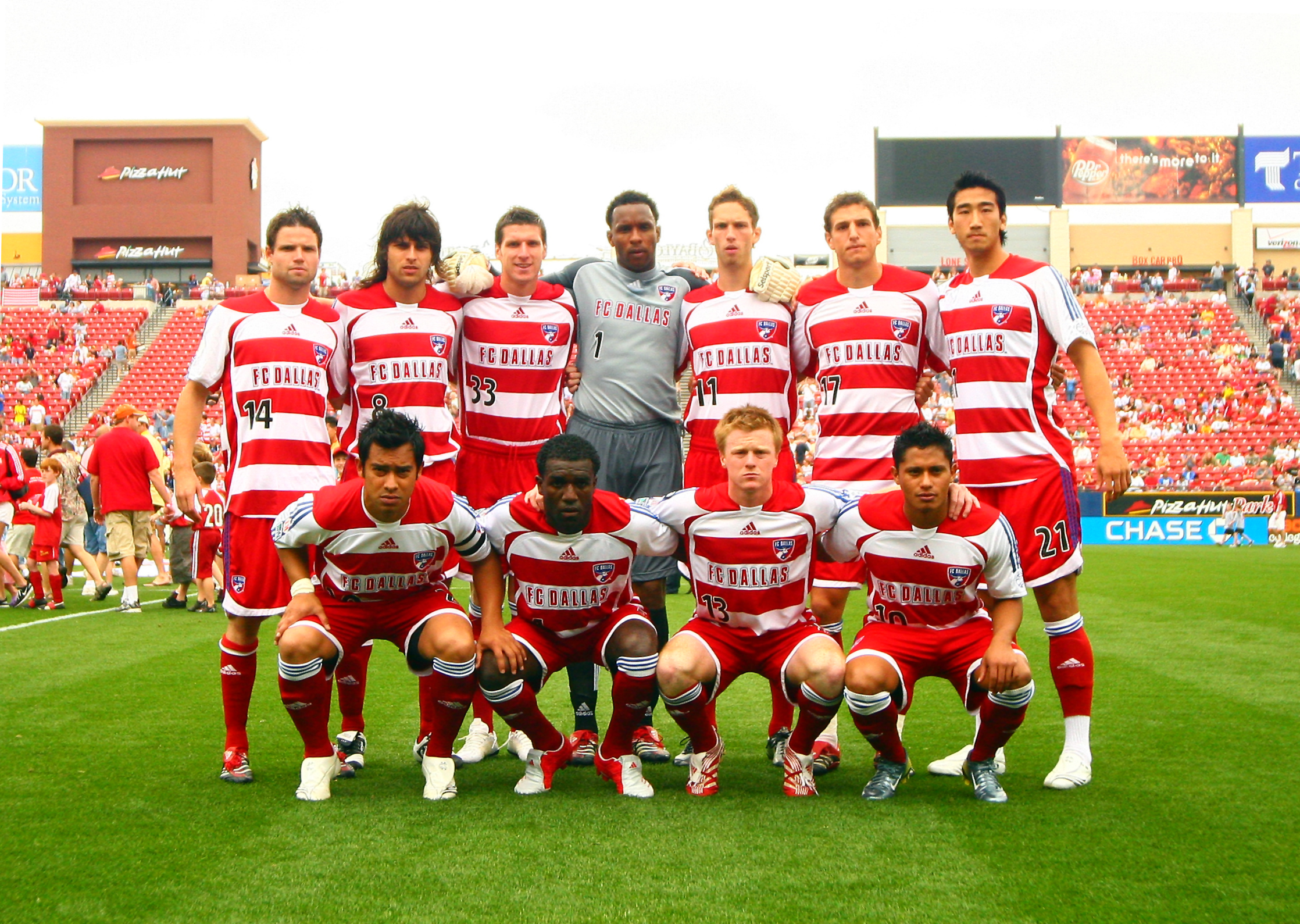
Teamfoto van FC Dallas voor de wedstrijd tegen de Colorado Rapids.

Op 10 januari 2008 wordt bekend dat de Mexicaan Duilio Davino van Club América voor FC Dallas ging spelen. Bij de MLS SuperDraft 2008 koos FC Dallas in de 1e ronde voor twee zeventienjarige spelers: de Texaan Brek Shea was keuze 2 en keeper Josh Lambo was keuze 8. In de 2e ronde werd middenvelder Eric Avila gekozen. In de 4e ronde werden verdediger Jamil Roberts en middenvelder Ben Nason gekozen. In de aansluitende Supplemental Draft koos FC Dallas de Duitser Yannick Reyering en de Amerikaan Ben Shuleva.
Op dinsdag 20 mei kwam er een eind aan het dienstverband van Steve Morrow. Hij werd ontslagen na een desastreuze 5-1 thuisnederlaag tegen LA Galaxy. Na een goede start onder zijn leiding, FC Dallas stond de gehele eerste helft van 2007 bovenaan, zakten de prestaties in, Dallas werd in de eerste ronde van de playoffs uitgeschakeld en in 2008 stond de club na acht wedstrijden met negen punten vierde in de Western Conference.

### Feruzzi en Hyndman
Marco Ferruzzi, al sinds 2005 als assistent-trainer aan de club verbonden, neemt sinds het onstlag van Morrow op 20 mei 2008 de taken van hoofdcoach waar. De eerste wedstrijd onder diens interim-leiding werd gewonnen, Real Salt Lake werd in Dallas met 2-1 verslagen. Na een paar wedstrijden werd de in Macau geboren Schellas Hyndman de nieuwe hoofdcoach van FC Dallas.
Onder Hyndman tekende de Nederlander Victor Sikora midden 2008 voor een half jaar bij FC Dallas met een optie voor nog een jaar.

## Erelijst
- MLS Supporters' Shield

Winnaar: 2016 (1x)
Finalist: 2010 (1x)
- US Open Cup

Winnaar: 1997, 2016 (2x)
Finalist: 2005, 2007 (2x)

## Internationale toernooien
La Manga Cup 2004
Groepwedstrijd tegen Odd Grenland (1-2)
Groepwedstrijd tegen Dynamo Kiev (2-2)
Halvefinalewedstrijd tegen Stabæk (2-1)
Wedstrijd om de vijfde plek tegen Bodø-Glimt (1-3)
SuperLiga 2007
Groepwedstrijd tegen Pachuca (1-1)
Groepwedstrijd tegen Chivas de Guadalajara (1-1)
Groepwedstrijd tegen Los Angeles Galaxy (n.v. 5-6)

## Clubcultuur

### Bijnamen
FC Dallas heeft sinds de oprichting meerdere bijnamen gekregen. Geen daarvan is officieel erkend door de club, alhoewel de club de bijnaam "Hoops" wel gebruikt in persberichten en voor reclamecampagnes. De bijnaam slaat op de horizontale banen op de thuis- en uitshirts. Bovendien refereert de bijnaam aan de bijnamen van Celtic FC en Queens Park Rangers FC, die ook beiden "Hoops" als bijnaam hebben.
Verder hebben media en fans andere bijnamen geïntroduceerd, zoals "FCD" (spreek uit: ef-cie-die), de initialen van de club. Ook "The Red Stripes" (refereert aan het thuisshirt) en "the Toros" zijn bijnamen van de club.

### Supporters

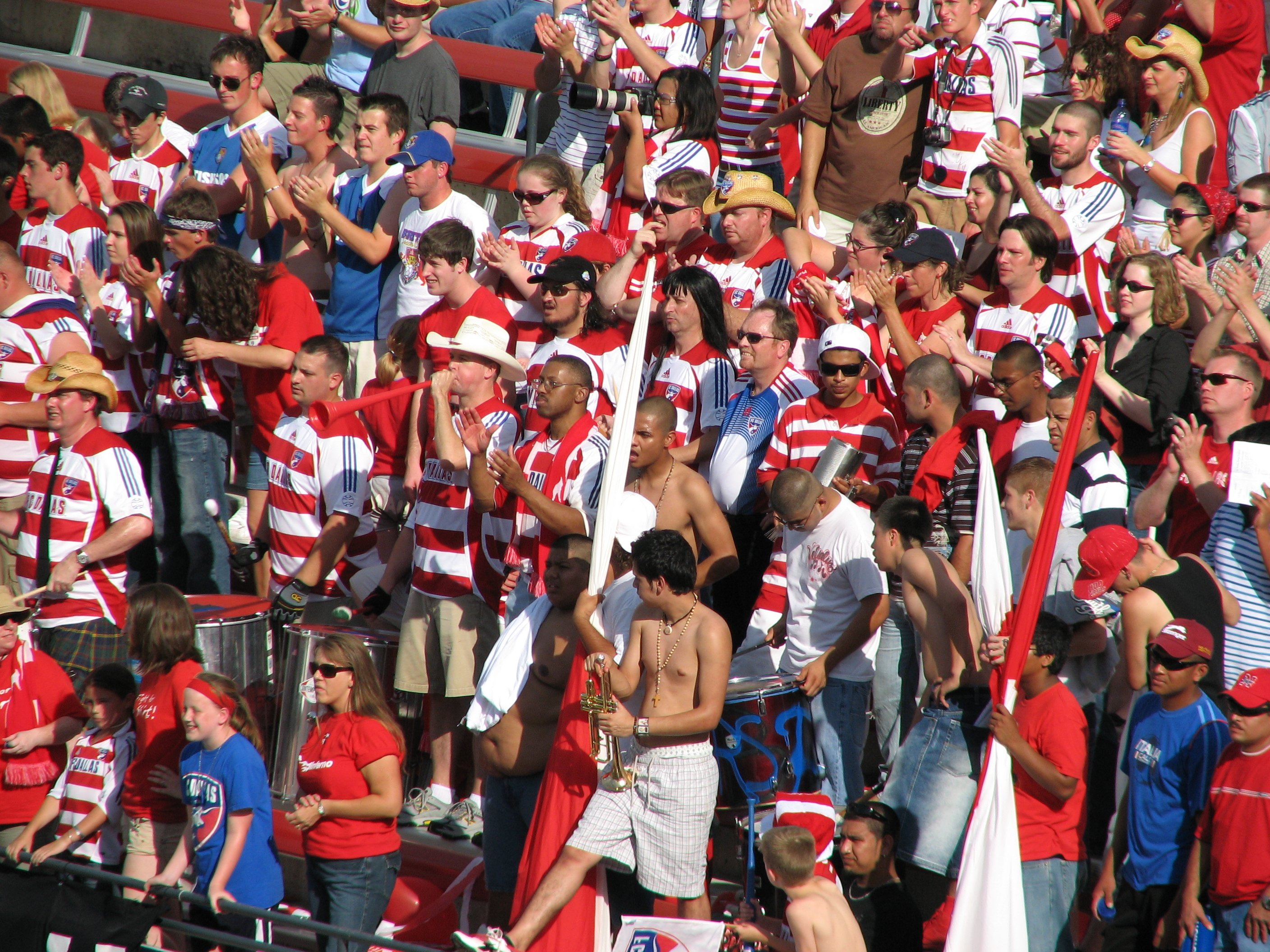
Een groep supporters van supportersvereniging "The Inferno".

Er zijn drie supportersverenigingen bij de club. "Hoops Nation" is de officiële supportersvereniging van de club. De vereniging is genoemd naar de bijnaam "Hoops". "Hoops Nation" is opgericht tijdens de play-offs van 2006. Het is een doel van de supportersvereniging om wereldwijd een gevarieerde, maar intense fanschare te krijgen. Er zijn geen officiële banden met de andere twee supportersverenigingen, "The Inferno" en "La Raza Latina", maar veel leden van "Hoops Nation" zijn ook lid van (een van) de andere supportersverenigingen.
Supportersvereniging "The Inferno" ondersteunt de club bij (sfeer)acties en andere evenementen rond thuiswedstrijden van de club.

### Rivaliteiten
De oudste rivaal van FC Dallas is Chicago Fire. Sinds 2001 strijden beide teams om de Brimstone Cup. De winnaar van deze cup is het team dat aan het einde van het seizoen in de onderlinge wedstrijden de meeste punten heeft gepakt. Is het dan gelijk, dan wordt gekeken naar mogelijke andere gespeelde wedstrijden, zoals in de Open Cup of de play-offs. De eerste editie werd gewonnen door Chicago, daarna won Dallas de cup vier keer, met een onderbreking in 2003, toen het onbeslist bleef.
In 2005 verhuisden de San Jose Earthquakes naar Houston. Hierdoor zijn er nu twee clubs in de staat Texas en dat zorgt ook voor rivaliteit. Beide clubs spelen sindsdien om El Capitan (Texas Derby).
De laatste tijd is er ook vijandigheid tussen FC Dallas en de Colorado Rapids, vanwege uitlatingen van spelers van de Rapids en de twee uitschakelingen van FC Dallas door Colorado in de play-offs van 2005 en 2006.

## Stadions

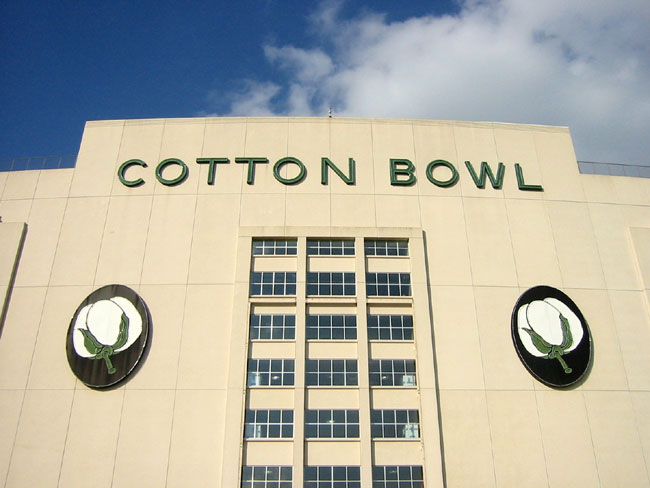
De voorgevel van de Cotton Bowl

FC Dallas en Dallas Burn hebben in drie verschillende stadions gespeeld. Toen de club begon speelde het in de Cotton Bowl, in 2003 speelde de club in het Dragon Stadium. Maar al in 2004 keerde de club terug naar de Cotton Bowl, vanwege de mening van de fans en het feit dat er op een highschool geen alcoholische consumpties verkocht konden worden. Na anderhalf seizoen verhuisde de club naar Pizza Hut Park, het huidige stadion.

### Cotton Bowl
Dallas Burn speelde zijn wedstrijden in de Cotton Bowl van 1996 tot 2002. Het stadion stamt uit 1932, toen het gebouwd werd onder de naam Fair Park Bowl. Tijdens sportevenementen kunnen 68.252 mensen plaatsnemen, tijdens popconcerten zelfs meer dan 80.000. De Cotton Bowl ligt echter wel in de buitenwijken van Dallas, redelijk ver uit het centrum.

### Dragon Stadium
Omdat de Cotton Bowl veel te groot was voor Dallas Burn, verhuisde de club naar het veel kleinere Dragon Stadium. In het Dragon Stadium kunnen "slechts" 11.000 mensen plaatsnemen. Het Dragon Stadium ligt veel meer in het centrum dan de Cotton Bowl, dat 27 mijl verderop in de buiten wijken ligt.

### Pizza Hut Park

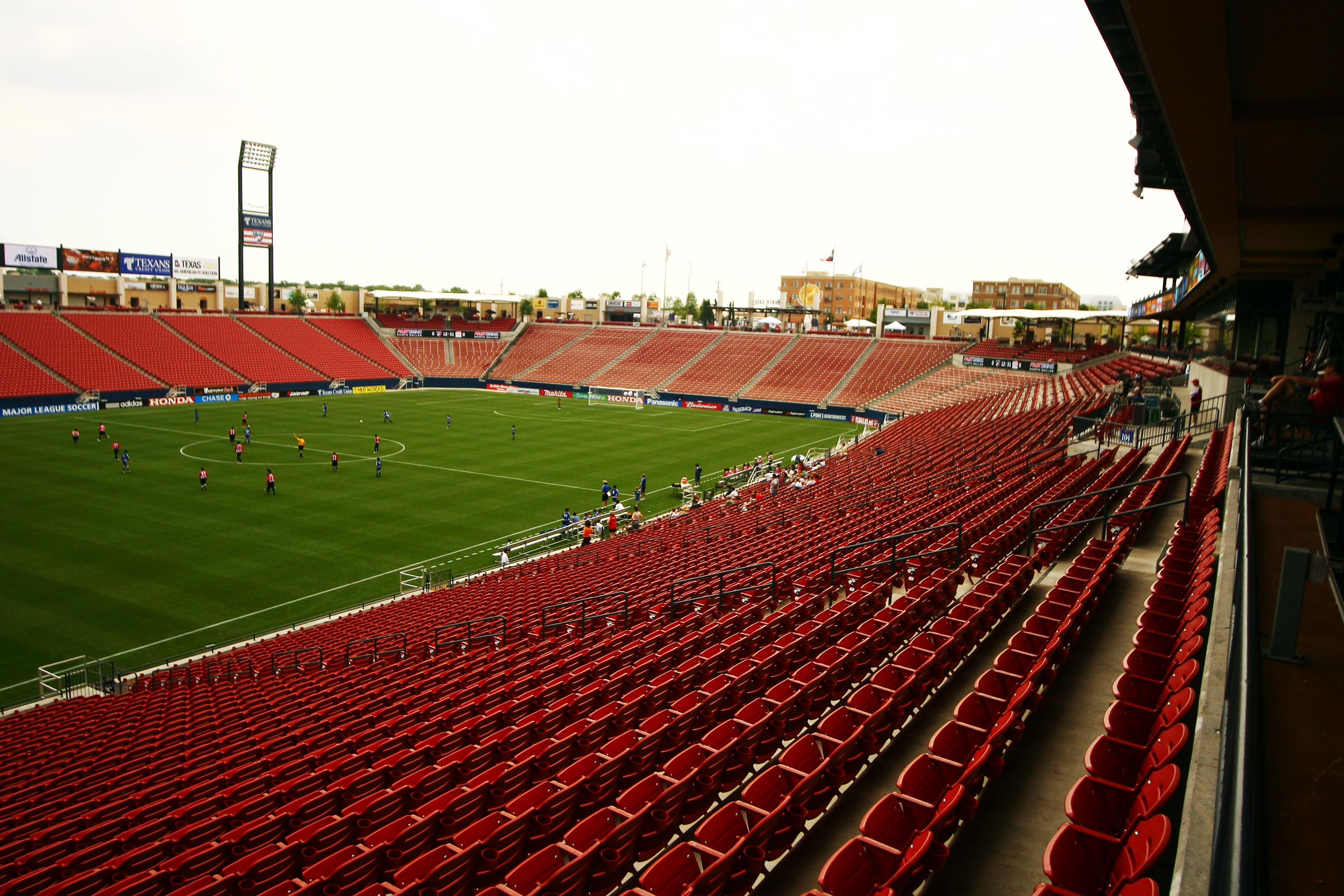
Een leeg Pizza Hut Park

Op 2 april 2003 werd besloten om een soccer-specific stadium te bouwen. Dit hield in dat het een stadion speciaal voor het voetbal zou worden, dus het stadion hoefde niet, zoals daarvoor in de Cotton Bowl, gedeeld te worden met andere sporten, zoals American football.
De bouw van het stadion en de rest van het sportpark kostte $80 miljoen. Het stadion biedt plaats aan 21.193 mensen en heeft achttien luxe suites. Aan de noordkant van het stadion zijn geen tribunes, maar er is een podium. Dit wordt gebruikt om concerten op te houden. Ook wordt het stadion gebruikt als veld voor het highschool American Footballteam.
De rest van het sportpark bestaat uit zeventien voetbalvelden, waarvan de twee die het dichtst bij het stadion zijn permanent door de vaste gebruikers van het stadion, FC Dallas en highschool Frisco ISD, als trainingsveld. Verder is er ook nog een grote privéclub op het terrein.
Het stadion heeft, net als de club, een aantal bijnamen. "PHP" (spreek uit: pie-eetsj-pie), "The Hut" en "The Oven" zijn de meest gebruikte bijnamen voor het stadion. De bijnaam "The Oven" heeft het stadion te danken aan de hete Texaanse zomermiddagen en aan het feit dat het veld onder maaiveldniveau ligt.

## Organisatie

### Partnerclubs
FC Dallas en Club Tigres "zullen de krachten bundelen om elkaars jeugdopleidingen te verbeteren. Een van de initiatieven houdt in dat de jeugdteams van beide clubs geregeld tegen elkaar zullen spelen. De teams zullen ook maatschappelijke projecten combineren" en spelen jaarlijks om de Rio Grande Plate. De eerste Rio Grande Plate werd gewonnen na strafschoppen (5-4) door FC Dallas, nadat in de originele speeltijd de thuisclubs twee keer met 2-0 wonnen. In 2007 won Tigres de trofee, na twee overwinningen (2-0 in Mexico, 1-0 in de VS). De eerste wedstrijd, gespeeld in Mexico, in 2008 werd met 2-1 gewonnen door Tigres, Ricardinho maakte de goal voor FC Dallas.
Ook heeft FC Dallas een samenwerkingsverband met het Braziliaanse Atlético Paranaense. Het samenwerkingsverband houdt in dat er in 2007 twee onderlinge wedstrijden gespeeld gaan worden (uit en thuis) en dat de teams spelers van elkaar mogen lenen. Verder probeert FC Dallas te leren van de manier waarop Atlético Paranaense haar jeugdspelers opleidt.
Buiten het veld willen de clubs ook samenwerken op gebieden als "gezamenlijke groei van het aantal sponsors, samenwerking bij programma's op gebied van voetbal en onderwijs, het technische aspect van de clubs en het uitwisselen van ervaringen op zakelijk gebied en op de terreinen marketing, kaartverkoop, media, commerciële activiteiten en activiteiten ter vermaak op de wedstrijddag".
Begin 2007 sprak algemeen directeur Michael Hitchcock uit dat er ook nog een aantal kandidaten uit Europa voor mogelijke samenwerkingsverbanden, het ging hierbij om Celtic FC, een aantal Italiaanse Serie A-clubs en andere Premier League-clubs.
In december 2007 kwam een samenwerkingsverband met de TT Pro League, de nationale voetbalcompetitie van Trinidad en Tobago, tot stand. Beide partijen kunnen gebruikmaken van elkaars faciliteiten, kennis en zakenstrategieën en -ideeën. Bovendien kunnen spelers uit de TT Pro League makkelijk hun weg vinden naar FC Dallas. Oud-doelman Shaka Hislop had een belangrijk aandeel in de totstandkoming van deze samenwerking, zo speelden Dallas, Atlético Paranaense en twee Allstarteams van de TT Pro League een toernooi ter ere van Hislop.

## Bekende (oud-)Toros

### Spelers
- Dave van den Bergh
- Fabián Castillo
- Kenny Cooper
- Jeff Cunningham
- Julian de Guzman
- Asier Illarramendi
- Jason Kreis
- Roland Lamah
- Sebastian Lletget
- Maarten Paes
- Óscar Pareja
- Ricardo Pepi
- Blas Pérez
- Carlos Ruiz
- Hugo Sánchez
- Brek Shea
- Victor Ulloa
- Greg Vanney
- Walker Zimmerman

### Trainers
- Colin Clarke
- Dave Dir
- Mike Jeffries
- Steve Morrow
- Óscar Pareja

## Trivia

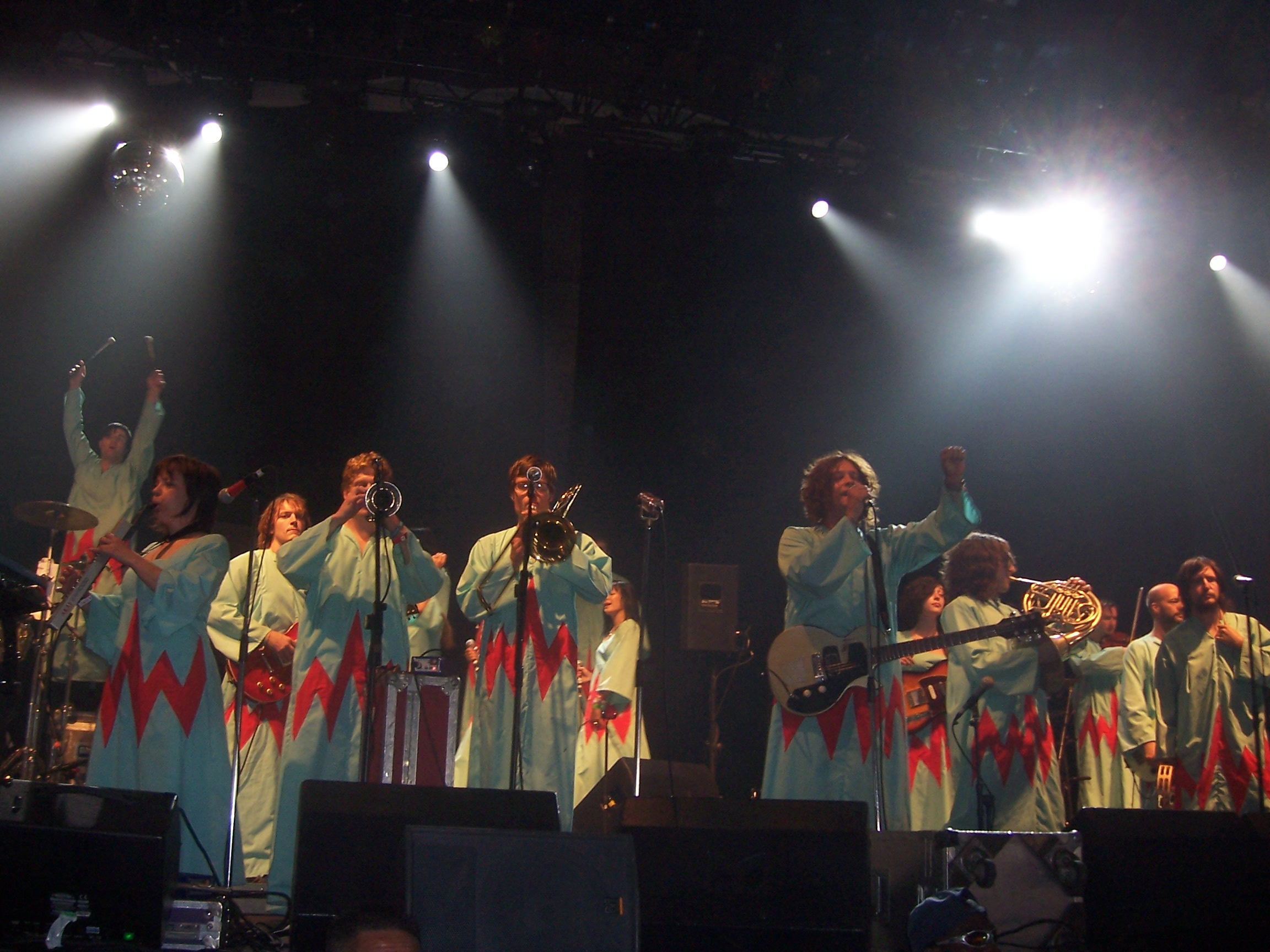
The Polyphonic Spree

- Van 1989 tot 1991 was er ook een club genaamd FC Dallas, uitkomend in de Lone Star Soccer Alliance.
- Sponsor adidas heeft voor een reclamecampagne een rockband uit Dallas, The Polyphonic Spree, een clublied laten schrijven, getiteld "H-O-O-P-S Yes!".[23]

## Kroniek
2 Munjoma ·
3 Martínez ·
4 Bressan ·
5 Quignón ·
6 Cerrillo ·
7 Obrien ·
8 Acosta ·
9 Ferreira ·
10 Ricaurte ·
11 Schön ·
12 Hollingshead ·
14 Burgess ·
16 Pepi ·
17 Vargas ·
18 Servania ·
19 Pomykal ·
20 Maurer ·
21 ElMedkhar ·
22 Twumasi ·
24 Hedges ·
25 Smith ·
26 Nelson ·
28 Redžić ·
29 Jara ·
30 Zobeck ·
31 Sealy ·
32 Che ·
80 Hernandez ·
99 Megiolaro ·
Coach: Gonzalez
· Assistent-coach: Luccin